# Croton stenosepalus
Espèce
Croton stenosepalus est une espèce de plantes à fleurs du genre Croton et de la famille des Euphorbiaceae, présente à l'est du Pérou, au Brésil (Amazonas, Mato Grosso).
Il a pour synonyme :
- Oxydectes stenosepala, (Müll.Arg.) Kuntze